# Olmékové

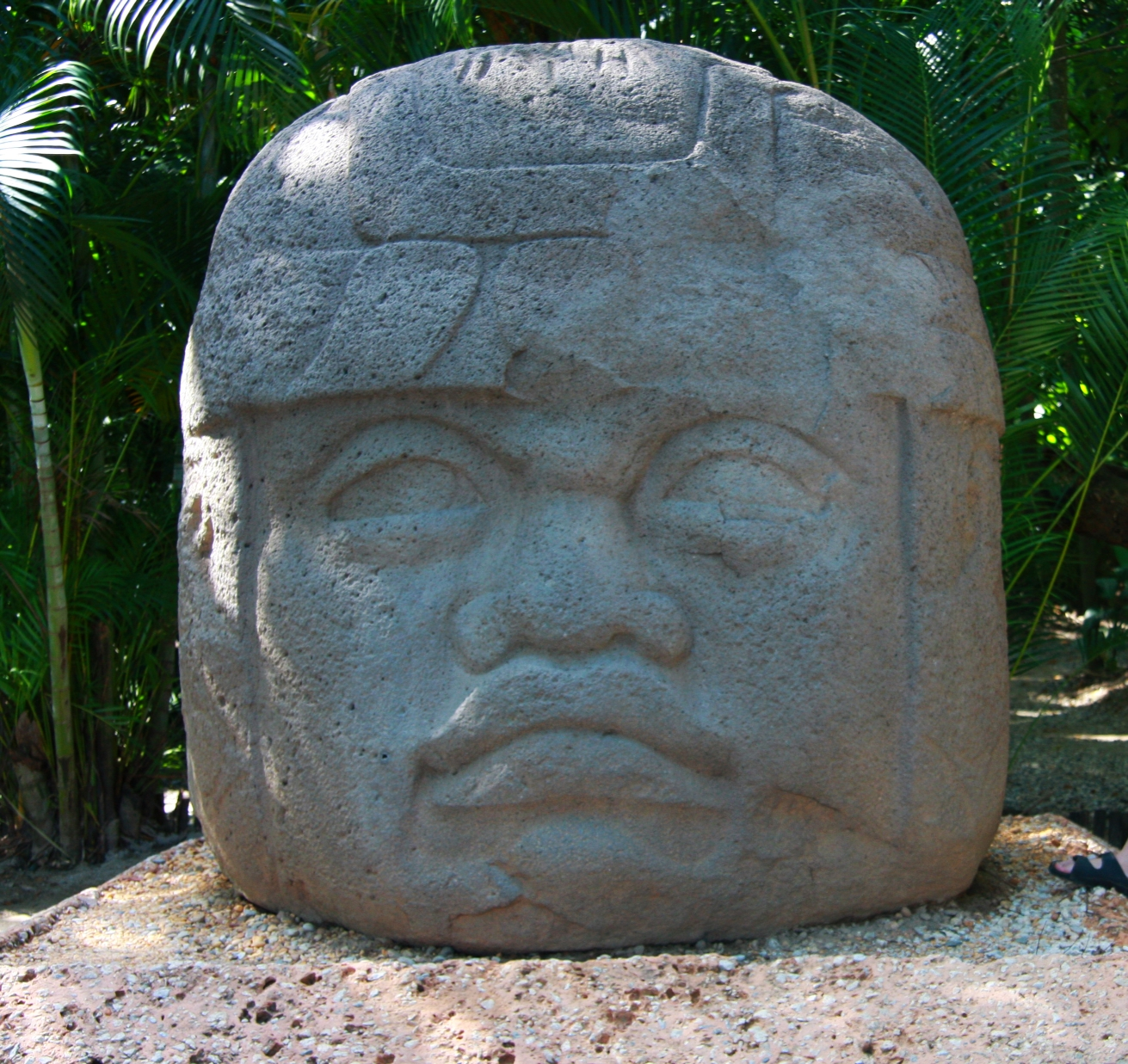
Olmécká plastika, La Venta

Olmékové a jejich kultura se poprvé objevili v Mexiku okolo roku 1200 př. n. l. Jejich hlavní středisko se nacházelo v oblasti Veracruz na pobřeží Mexického zálivu. Počet obyvatel v této oblasti rostl mnohem rychleji než v okolních oblastech, možná i kvůli tomu, že zde byly vhodné podmínky pro zemědělství. Pojmenování Olmékové (v jazyce nahuatl "kaučukoví lidé") není moc přesné, protože příslušníci etnika Olméků žili v oblasti pobřeží Mexického zálivu až v době Aztéků ve 13.-16. století. Jazyk tvůrců olmécké kultury asi patřil k jazykové rodině mixe soque.

## Posvátná míčová hra
Posvátné míčové hry hráli již mixe-zoqueové (to dokazuje hřiště v Paso de la Amada, 1600 př. n. l.), Hrálo se s míčem z kaučuku, bohužel byl to právě tento míč, jehož vlastnost odrážet se tak překvapila Evropany, že se při těch několika málo příležitostech, kdy měli možnost sledovat hru, soustředili jen na něj a nikoliv na pravidla. Hřiště mělo v různých kulturách a průběhem času jiný tvar. Lišil se jak počet hráčů – Mayské nádoby často vyobrazují utkání mezi dvěma vládci nebo bohy až po velká družstva – tak i tvar hřiště. Hráči nesměli dopustit, aby jim míč spadl na zem. Aby to bylo ještě složitější, nesměli ho ve hře udržet pomocí rukou a nohou, směli k tomu používat pouze ramena, boky, kolena a lokty, které jim chránily kožené chrániče. A ještě složitější bylo to, že míč se musel prohodit kruhem uprostřed hřiště. Tato hra byla významnou rituální událostí. Často se stávalo, že poražené družstvo bylo popraveno a obětováno bohům.

## Obřadní centra Olméků
Důležitou součástí olméckých obřadních center byly kurty, na kterých se hrála již výše uvedená míčová hra. Olmékové měli v historii dvě takováto hlavní obřadní centra. První z nich bylo postaveno v San Lorenzu a používalo se od roku 1200 př. n. l. do roku 900 př. n. l. Nové středisko stálo v La Ventě, používalo se do roku 400 př. n. l. Nejvýraznějšími prvky těchto středisek byly pyramidy nebo mohyly. Tyto mohyly mívaly často tvar sopek, protože v oblasti Mezoameriky bylo mnoho činných sopek a lidé je uctívali. Dalšími posvátnými monumenty byly v obřadních centrech oltáře zdobené reliéfy a vodní nádrže. Plastiky Olméků nám dokazují, že tento národ daroval bohům spoustu dospělých obětí. Pravděpodobně byl rozšířen i rituální kanibalismus.

## Kultura
Olmécká kultura vznikla jako první z kultur na pobřeží Mexického zálivu. Olmékové byli rovněž první, kdo začal na tomto území stavět monumentální chrámy a posvátná místa. Většina odborníků se přiklání k názoru, že se jednalo o mluvčí miše-sokeských jazyků, není však známo jméno, kterým sami sebe nazývali – označení Olmékové znamená v jazyce mnohem pozdějších Aztéků ‚Lidé ze země kaučuku‘. Jejich největšími středisky byly La Venta, San Lorenzo, Laguna de Los Cerros a Tres Zapotes, kde se nacházejí i jejich největší památky. Za vznikem této bohaté civilizace patrně stejně jako v případě Mezopotámie stály příznivé přírodní podmínky, které tehdejším lidem zajistily blahobyt a rozkvět. Olméckou kulturu v roce 1929 poprvé identifikoval a od mayské kultury odlišil Marshall H. Saville, který byl ředitelem newyorského Muzea amerických indiánů.
Olmékové obývali různé regiony dnešního Mexika v období přibližně od roku 1450 př. n. l., přičemž rozkvět olmécké civilizace nastal někdy kolem roku 950 př. n. l. Ve svých střediscích mimo monumentálních obřadních staveb Olmékové tesali z kamene obrovité hlavy, které jsou hlavním poznávacím znamením jejich kultury, dalšími charakteristickými prvky jejich civilizace byly obrovské vytesané oltáře, stély a tyrkysové mozaiky. Olmécká kultura se pak postupně rozšiřovala po území celého Mexického zálivu a do severního i jižního vnitrozemí.
Nejvíce pozornosti si patrně zaslouží sedmnáct dochovaných obrovitých hlav vytesaných z kamene, jejichž účel není znám. Každá z hlav je zcela jiná a má jiné detaily, společným prvkem jsou jakési vytesané helmy, které se rovněž od sebe navzájem liší. I jejich rozměry jsou různé – od největší o výšce 3,4 metru po nejmenší, která měří 1,47 m. Hlavy byly vytesány vždy z jednoho bloku sopečného čediče, který se nacházel v pohoří Tuxtlas, a následně byly na místo svého určení dopraveny do značných vzdáleností po vodě i pevnině. Některé hlavy byly zakopány nebo přetesány na nové podoby, některé byly zničeny patrně při dobytí novou civilizací.
Olmékové uctívali celou řadu božstev, z nichž některá uzdravovala a některá ovládala temné síly, náboženství bylo významnou součástí jejich života i kultury. Praktikovali šamanismus a věřili, že každý člověk v sobě má také ducha zvířete. Nejvýznamnější postavou olméckých božstev byl jaguár, který byl uctíván prostřednictvím mnoha soch, uctíváno bylo také dítě jaguár-člověk, které bylo potomkem jaguářího otce a lidské matky, a které ovládalo blesk, hrom a déšť. Tomuto božstvu pak byla obětována krev při velkých obřadech, které se konaly v květnu. Obřady obvykle vedl šaman, který se dostal blíže božstvům užitím tabákového prášku nebo kouřením směsi tabáku a bylin. Kouř se podle jejich náboženství dostal až k oblakům, odkud pak padal blahodárný déšť.
Dalšími božstvy Olméků byla první matka a první otec, který byl rovněž znám jako kukuřicový bůh a opeřený had a který byl zakladatelem jejich civilizace a stvořitelem vesmíru. Dvojčata Hunahpu a Xbalanque překonala smrt a byla praotci lidstva. Kukuřičný bůh byl zosobněním života a smrti, které vyjadřoval prostřednictvím své stále se opakující cesty po obloze a podsvětí. Jeho hlava vypadala jako kukuřičný klas, což bylo patrně inspirací pro modifikaci lebek mayských novorozenců z urozených rodin.
Olmékové patrně praktikovali rituální pouštění krve, neboť se v jejich chrámech našlo velké množství keramických trnů. O přítomnosti lidských obětí nebyly doloženy zásadní archeologické důkazy, i když bylo na nalezišti El Manatí objeveno několik poškozených lebek, stehenních kostí i celých koster novorozenců.
Olmékové znali již pravděpodobně kolem čtvrtého století koncept nuly, tedy několik století před tím, než nulu začal používat Ptolemaios. Byli dobrými matematiky a astronomy a jejich znalosti stály i za vznikem komplexního kalendáře.
Pád olmécké kultury způsobil velký rozvoj mayských měst, který narušil rovnováhu v oblasti. Roku 400 př. n. l. byla opuštěna La Venta a La Libertad. Opuštění La Libertadu znamenalo zánik olmécké kultury.